# Třída Dolfijn
Třída Dolfijn byla třída ponorek nizozemského královského námořnictva. Byly to první ponorky vyvinuté a postavené nizozemskými loděnicemi od konce druhé světové války. Celkem byly postaveny čtyři jednotky této třídy. Druhý pár je někdy považován za samostatnou třídu Potvis. Dolfjin byl vyřazen v roce 1985, Zeehond v roce 1995, Tonjin v roce 1991 a konečně Potvis v roce 1992. Ponorka Tonjin byla uchována jako součást námořního muzea v Den Helderu.

## Stavba
Třída se skládala z jednotek Dolfjin (S 808), Zeehond (S 809), Potvis (S 804) a Tonjin (S 805), postavených loděnicí Rotterdamse Droogdok Maatschappij v Rotterdamu a zařazených do služby v letech 1960–1966.
Jednotky třídy Dolfijn:
| Jméno           | Zahájení stavby | Spuštěna        | Vstup do služby   | Status    |
| --------------- | --------------- | --------------- | ----------------- | --------- |
| Dolfjin (S 808) | 1954            | 20. května 1959 | 16. prosince 1960 | Vyřazena. |
| Zeehond (S 809) | 1954            | 20. února 1960  | 16. března 1961   | Vyřazena. |
| Potvis (S 804)  | 1962            | 12. ledna 1965  | 2. listopadu 1965 | Vyřazena. |
| Tonjin (S 805)  | 1962            | 14. června 1965 | 24. února 1966    | Vyřazena. |

## Konstrukce

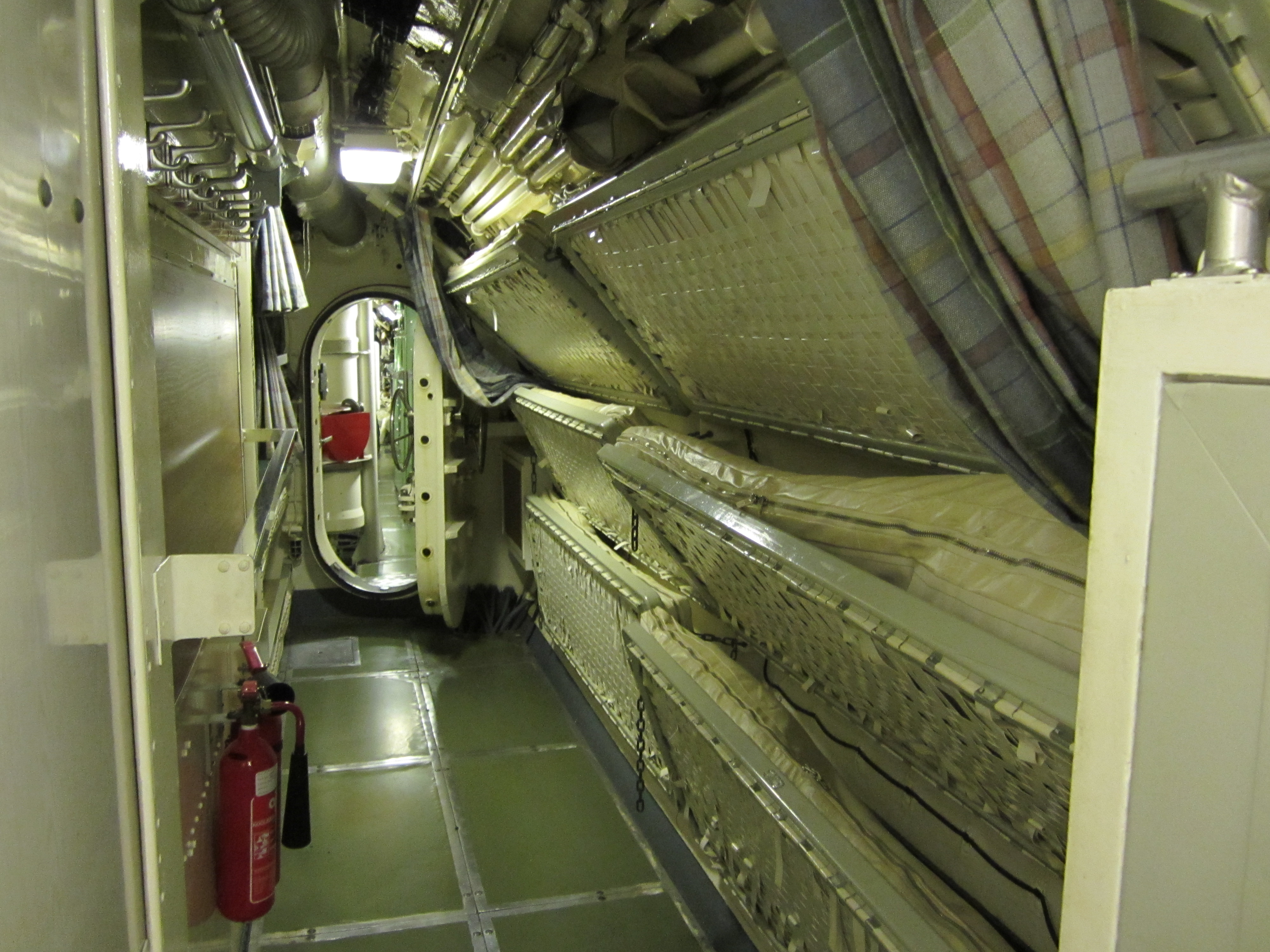
Interiér ponorky Tonjin (S 805)

Tlakový trup tvořily tři válce. Dva níže položené ukrývaly pohonný systém, zatímco třetí válec nad nimi obsahoval velitelské stanoviště, prostory posádky, ovládání strojů i vlastní výzbroj. Tu tvořilo osm 533mm torpédometů. Pohonný systém tvořily dva diesely a dva elektromotory. Lodní šrouby byly dva. Ponorky dosahovaly nejvyšší rychlosti 14,5 uzlu na hladině a 17 uzlů pod hladinou.